# Saint-Théodorit
Saint-Théodorit är en kommun i departementet Gard i regionen Occitanien i södra Frankrike. Kommunen ligger i kantonen Quissac som tillhör arrondissementet Le Vigan. År 2022 hade Saint-Théodorit 550 invånare.

## Befolkningsutveckling
Antalet invånare i kommunen Saint-Théodorit
Referens:INSEE